# جانجان (چرداول)
جانجان (چرداول)، روستایی از توابع  بخش آسمان آباد شهرستان چرداول در استان ایلام ایران است.

## جمعیت
این روستا در دهستان جانجان قرار دارد و براساس سرشماری مرکز آمار ایران در سال ۱۳۹۵، جمعیت آن ۱۱۰۵ نفر (۲۶۷ خانوار) بوده‌است.